# Ignacio Gutiérrez 3.ª Sección
Ignacio Gutiérrez 3.ª Sección es una localidad del municipio de Huimanguillo ubicado en la subregión de la Chontalpa del estado mexicano de Tabasco.

## Geografía
La localidad de Ignacio Gutiérrez 3.ª Sección se sitúa en las coordenadas geográficas 17°54′35″N 93°49′28″O / 17.909722, -93.824444, a una elevación de 10 metros sobre el nivel del mar.

## Demografía
Según el Conteo de Población y Vivienda 2020, efectuado por el Instituto Nacional de Estadística y Geografía, la localidad de Ignacio Gutiérrez 3.ª Sección tiene 461 habitantes, de los cuales 227 son del sexo masculino y 234 del sexo femenino. Su tasa de fecundidad es de 2.99 hijos por mujer y tiene 116 viviendas particulares habitadas.
| Gráfica de evolución demográfica de Ignacio Gutiérrez 3.ª Sección entre 1970 y 2020 |
|                                                                                     |
| INEGI.                                                                              |